# Karl Hosaeus

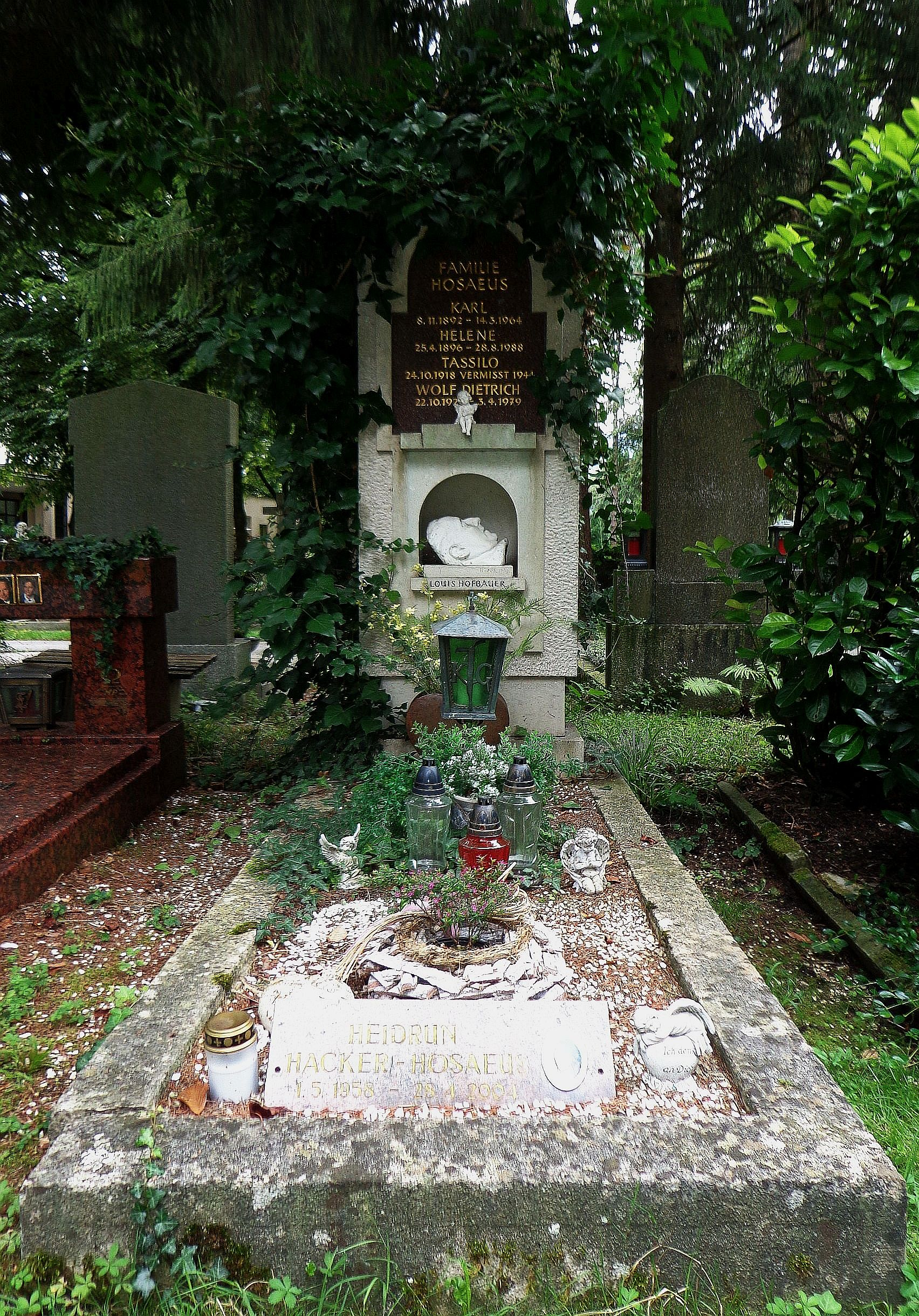
Salzburger Kommunalfriedhof, Urnengrab von Louis Hofbauer und Karl Hosaeus

Karl Hosaeus (* 8. November 1892; † 14. März 1964) war ein österreichischer Forstrat und Maler.

## Ausbildung und Wirken
1923 war er Gründungsmitglied der Innviertler Künstlergilde und deren Schriftführer. Er lebte in Mattighofen.  Nach seinem Tod wurde er auf dem Salzburger Kommunalfriedhof kremiert und im Grab seines Freundes Louis Hofbauer bestattet.